# Hoplodrina clausa
Hoplodrina clausa är en fjärilsart som beskrevs av Barend J. Lempke 1942. Hoplodrina clausa ingår i släktet Hoplodrina och familjen nattflyn. Inga underarter finns listade i Catalogue of Life.